# Српска хералдика
Српска хералдика представља скуп хералдичких пракси, правила и традиција који су се развијали и примењивали на територији данашње Србије и међу српским народом кроз историју. Своје корене налази у грбовним знамењима средњовековне Србије и тадашње српске властеле, а касније се развијала под утицајем византијске, угарске, аустријске и других европских хералдичких традиција.
Српска хералдика је препознатљива по учесталој употреби симбола као што су двоглави орао (најчешће сребрни/бели), српски крст са четири оцила, као и мотивима из националне историје и православне иконографије.

## Историјски развој

### Средњовековна хералдика
Први хералдички симболи у Србији јављају се у средњем веку, упоредо са развојем феудалног друштва. Владарске породице и властела усвајају грбове по узору на Византију и суседне европске краљевине.
- Немањићи: Најпознатији симбол везан за династију Немањића је сребрни (бели) двоглави орао на црвеном пољу.
- Мрњавчевићи, Лазаревићи, Бранковићи и Црнојевићи: Ове и друге властелинске породице имале су своје грбове, који су често комбиновали личне симболе са елементима наслеђеним од Немањића.

### Илирска хералдика
Након пада српске средњовековне државе, хералдичка традиција се наставља кроз илирске грбовнике. Ови зборници грбова, настали од краја XVI века, прикупљали су и систематизовали стварне и приписане грбове јужнословенских земаља и племићких породица. Иако често романтизовани, илирски грбовници су имали огроман утицај на каснији развој српске хералдике. Најпознатији пример је Грб Душановог царства према илирским грбовницима.

### Хералдика у новом веку
У XVIII и XIX веку, са стварањем модерне српске државе, долази до обнове и стандардизације хералдике.
- Кнежевина Србија и Краљевина Србија: Усваја се грб који комбинује српски крст на црвеном штиту, над којим је сребрни двоглави орао. Ова комбинација, кодификована у Уставу из 1888. године, остаје основа српске државне хералдике до данас.[3]

## Савремена српска хералдика
Данас се српска хералдика највише огледа у територијалној хералдици (грбови градова и општина). Након 2000. године, долази до великог замаха у стандардизацији и усвајању нових грбова у складу са хералдичким правилима.
Кључну улогу у овом процесу имају стручна тела попут Српског хералдичког друштва "Бели орао" и Одбора за хералдичке и генеаолошке студије при Центру за истраживање православног монархизма.
Они су утемељили специфичан хералдички систем који се ослања на српску средњовековну традицију. Једна од карактеристика овог система је употреба историјских личности, светитеља или војника као држача штита.

### Централни регистар српске хералдике
Иако су у прошлости постојали различити покушаји каталогизације и регистрације српских грбова, често у оквиру појединачних хералдичких друштава, најсвеобухватнију иницијативу за стварање јединственог, централизованог и јавно доступног регистра покренула је организација Културни елемент. Њихов пројекат под називом "Српска хералдика", покренут путем веб-сајта `srpskaheraldika.rs`, има за циљ да на једном месту сакупи, систематизује и представи све грбове који припадају српском хералдичком наслеђу. Пројекат је у фази развоја до 2026. године.
Овај централни регистар обухвата територијалне, корпоративне и породичне грбове из Србије, Републике Српске и српске дијаспоре, са намером да постане главни референтни извор за проучавање и афирмацију српске хералдике.

## Галерија
- Двоглави орао
- Српски крст
- Свети Георгије у хералдици